# Сабельницы
Сабельницы — деревня в Ярославском районе Ярославской области России.
В рамках организации местного самоуправления входит в Ивняковское сельское поселение; в рамках административно-территориального устройства включается в Ивняковский сельский округ. Ранее входило в состав Ивняковского сельсовета.

## Географическое положение
Деревня находится на правом берегу реки Которосль. Неподалёку расположена ферма.

## История
В 2006 году деревня вошла в состав Ивняковского сельского поселения образованного в результате слияния Ивняковского и Бекреневского сельсоветов.

## Население
| 2007 | 2010 |
| ---- | ---- |
| 182  | ↘180 |

### Историческая численность населения
По состоянию на 1859 год в деревне было 10 домов и проживало 66 человека.
По состоянию на 1989 год в деревне проживало 128 человек.

### Национальный и гендерный состав
Согласно результатам переписи 2002 года, в национальной структуре населения русские составляли 96 % из 209 чел., из них 92 мужчин, 117 женщин.
Согласно результатам переписи 2010 года население составляют 99 мужчин и 81 женщина.

### Известные жители
- Лапшин, Виталий Ванифатьевич (1914—1992) — гендиректор Московского завода электромеханической аппаратуры (1964—1987), Герой Социалистического Труда (1971).

## Инфраструктура
Основа экономики — личное подсобное хозяйство. По состоянию на 2021 год большинство домов используется жителями для постоянного проживания и проживания в летний период. Вода добывается жителями из личных колодцев. Имеется таксофон.
Улицы — Мирная, Пригородная, Придорожная.
Почтовое отделение № 150507, расположенное в посёлке Ивняки, на март 2022 года обслуживает в деревне 60 домов.

## Транспорт
Большая часть (2,2 км) дороги ведущая к деревне начинается у поворота с Юго-Западной окружной дороги в районе скопления садовых товариществ: «Мичуринец», «Металлург», «Восход», «Южный», «Сажевик». Остальная часть (1,77 км) проходит между сельскохозяйственных полей.
Перед деревней поворот на Осовые. До деревни, а также частично через неё проходит асфальтовая дорога, которая идёт по деревням Коровайцево, Бойтово, Горбуново, Никульское.
Сабельницы обслуживается автобусным маршрутом № 107 Ярославль (Автовокзал) — Сабельницы, который совершает шесть рейсов в день. Маршрут запущен в 2017 году.